# Peter Wildoer
Peter Wildoer (ur. 5 września 1974 w Helsingborgu) – szwedzki perkusista. Wildoer współpracował z takimi grupami muzycznymi jak: Non-Human Level, Majestic, Electrocution 250, Arch Enemy, Armageddon, Silver Seraph, Grimmark, Pestilence, Gardens of Obscurity, Old Man’s Child, Zaninez czy Time Requiem.
W 2011 roku brał udział w przesłuchaniach na stanowisko perkusisty w amerykańskim zespole progmetalowym Dream Theater. Muzyk gra na bębnach firmy Tama, talerzach perkusyjnych Meinl oraz używa pałeczek Pro-Mark.
Poza działalnością artystyczną muzyk pracuje jako nauczyciel matematyki oraz gry na perkusji.